# Абов, Георгий Атарович
Георгий Атарович Абов (1894—1982) — директор Московского медеплавильного и электролитного завода, лауреат Сталинской премии (1951).

## Биография
Армянин. Родился в марте 1894 года. Окончил 4-летнее коммерческое училище. Работал молотобойцем. С 1915 до 1917 года в течение двух лет учился в Московском университете.
Член РСДРП(б) с мая 1914 года, участник революционного движения, Гражданской войны и большевистского подполья. С января 1919 по январь 1920  член реввоентрибунала Южного фронта. С марта 1920 по май 1921 военком 9-й кавалерийской дивизии.
- C 8 по 16 марта 1921 года делегат с совещательным голосом X съезд РКП(б) в Москве от парторганизации 9-й кавалерийской дивизии[2].
- С мая 1921 назначен заведующим организационным отделом Черноморского окружкома РКП(б)[1];
- В январе 1923 — ответственный секретарь Черноморского окружкома РКП(б);[1]
- С февраля 1923 по март 1924 работал заместителем заведующего отделом наркомфина РСФСР[1];
- С декабря 1926 заместитель начальника сырьевого управления наркомата внешней и внутренней торговли СССР[1].

С 1928 по 1970 г. работал на Московском медеплавильном и электролитном заводе (до 1956 г. носил имя Молотова), с 1930 г. директор.
Руководил техническим перевооружением предприятия, разработкой и внедрением новых технологий. На заводе впервые в СССР была разработана и внедрена в производство технология извлечения никеля из электролита.
Лауреат Сталинской премии 1951 года (в составе коллектива) — за разработку и внедрение новой технологии получения катодной меди высокой чистоты.
Награждён тремя орденами Трудового Красного Знамени, орденами «Знак Почёта» и Красной Звезды, семью медалями.
Сын — академик Юрий Георгиевич Абов.